# Виктория (парк)
Парк Виктории (англ. Victoria Park, кит. 維多利亞公園) — крупный общественный парк, расположенный в гонконгском районе Козуэй-Бей. Назван в честь королевы Виктории, чей памятник установлен здесь же. Площадь — свыше 19 гектаров, открыт круглосуточно и круглый год, вход свободный.
В парке расположено множество спортивных объектов для занятий теннисом, футболом, баскетболом, гандболом, волейболом, плаванием, бегом, фитнесом, а также площадки для катания на роликах и игры в шары. Для посетителей парк открылся в октябре 1957 года, в 2000—2002 годах был реконструирован, находится под управлением Гонконгского департамента досуга и культуры.
Парк Виктории является самым популярным общественным парком Гонконга, опережая по числу посетителей Гонконгский и Коулунский парки.

## История
Раньше на месте парка располагалось «убежище от тайфунов», защищавшее небольшие рыболовецкие суда и яхты от непогоды. В 1950-х годах старый залив был засыпан, береговая линия отодвинута на север, а на отвоёванной у моря территории власти решили разбить общественный парк. По окончании насыпных работ новое «убежище от тайфунов» оказалось севернее парка.
В 1955 году на место нынешнего парка была перенесена отреставрированная статуя королевы Виктории (её изготовили в конце XIX века в Великобритании, затем установили в Центральном районе Гонконга, во время японской оккупации статую вывезли в Японию для переплавки, но после войны вернули). Официально парк открылся в октябре 1957 года. В 1972 году, в связи с постройкой тоннеля Кросс-Харбор, в северной части парка были проведены насыпные работы и проложена улица Виктория-Парк-роуд.
В 1974 году в парке открылся центральный газон, в 1981 году был построен центральный теннисный корт. В 1984 году в северной части парка, вдоль Виктория-Парк-роуд была построена эстакада скоростного шоссе Айленд-Истерн-коридор, соединившего Козуэй-Бей с районом Тхайкусин. В 1996 году некий китайский художник в знак протеста против «унылой колониальной культуры» Гонконга совершил акт вандализма: облил статую королевы Виктории красной краской и погнул ей молотком нос.
В 2000—2002 годах парк был полностью реконструирован, благодаря чему появилось множество спортивных площадок. После обновления парк стал излюбленным местом встреч домработниц, особенно индонезиек, которые по воскресеньям собираются для того, чтобы пообщаться с земляками. На соседней с парком улице Шугар-стрит расположены многочисленные индонезийские магазины, продающие продукты питания, специи, SIM-карты, книги, журналы и музыкальные диски, а также индонезийские рестораны и пункты обмена валюты. Чуть дальше, в паре кварталов от парка на Лейтон-роуд расположено генеральное консульство Индонезии в Гонконге. Нередко работники консульства организуют в парке для индонезийцев различные праздники, собрания и обучающие курсы под открытым небом.
В 2013 году на месте старых открытых бассейнов был построен современный крытый комплекс. В 2014 году в северной части парка Виктории начались новые строительные работы, вызвавшие протесты общественности. В ходе возведения транспортной магистрали был обнаружен неразорвавшийся артиллерийский снаряд времён Второй мировой войны, который специалисты полиции уничтожили с четвёртой попытки. Летом 2019 года парк Виктории стал местом проведения массовых антиправительственных демонстраций.

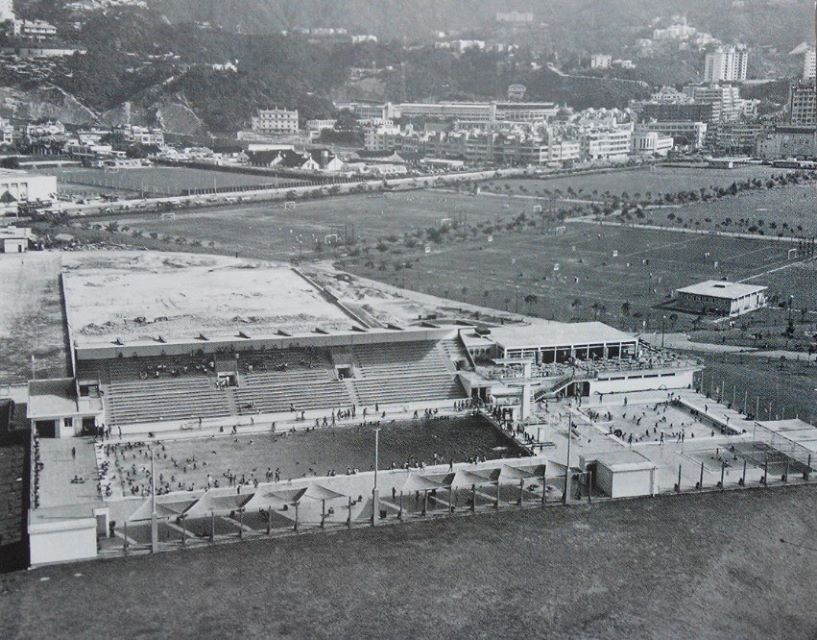
Бассейн (1957)
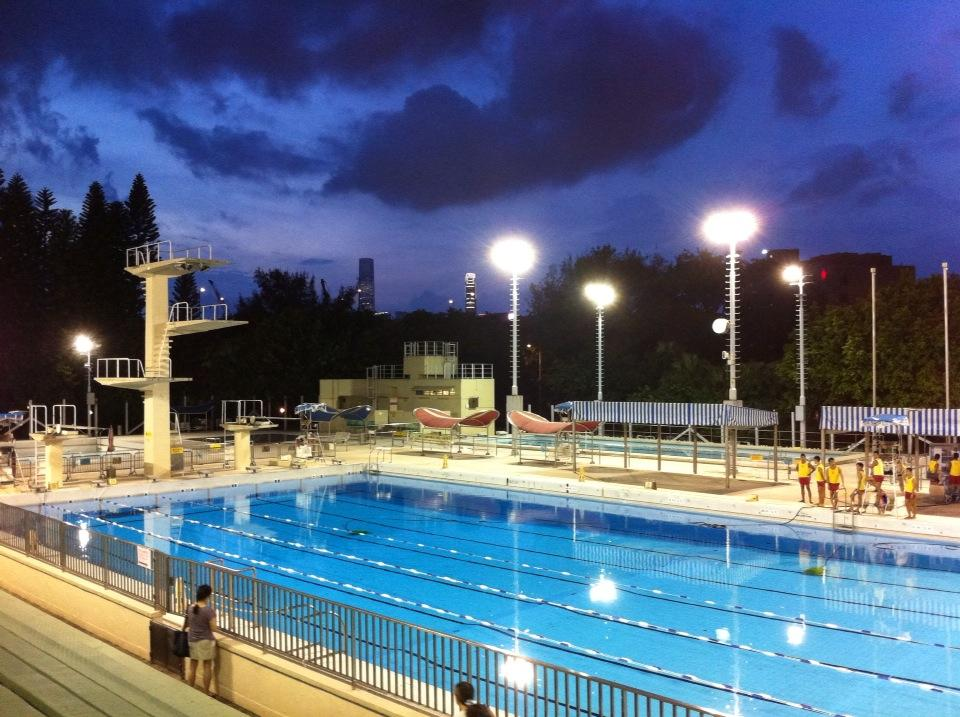
Бассейн (2013)
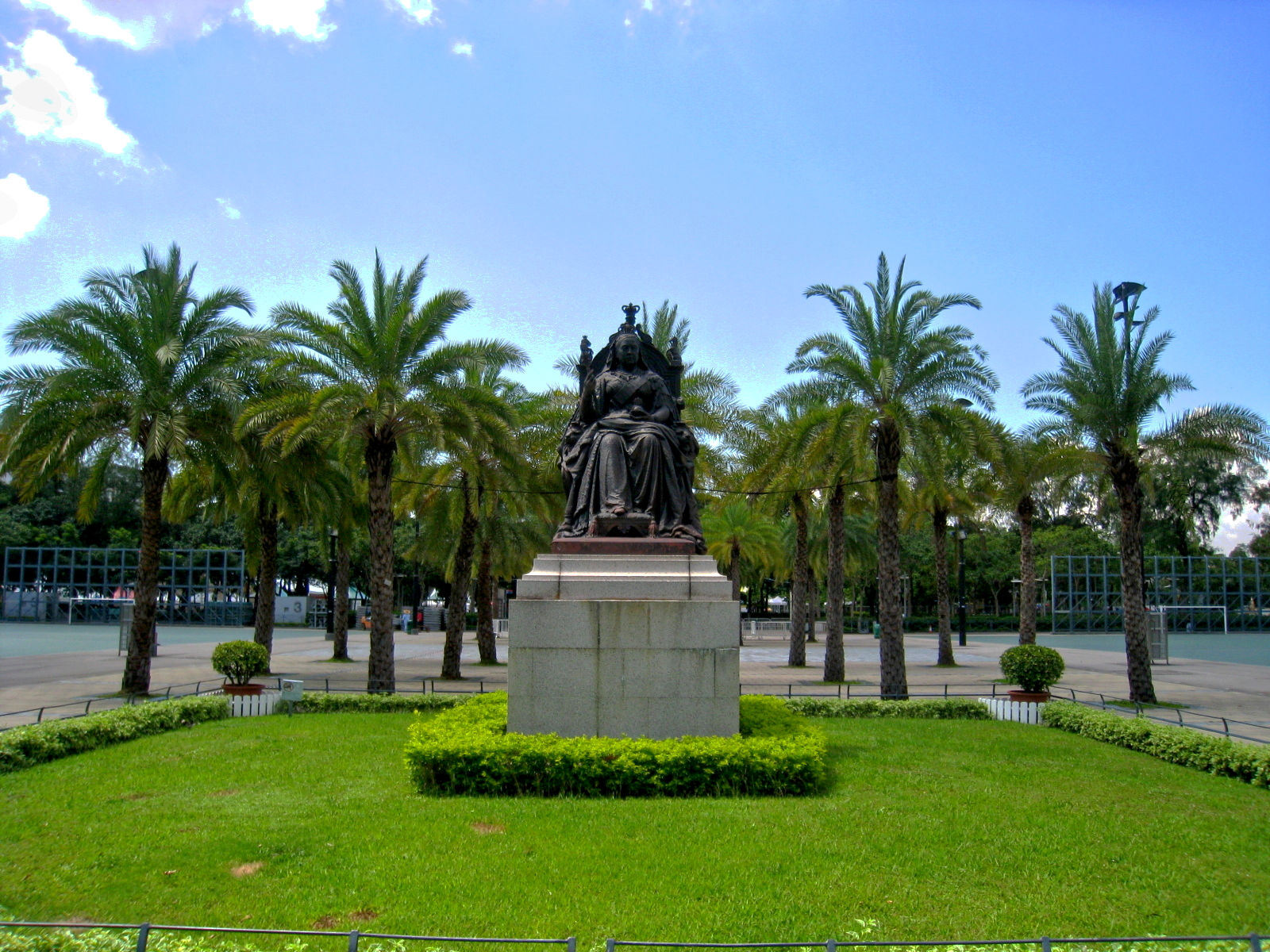
Статуя королевы (2008)

## География
Парк Виктории расположен на острове Гонконг, в районе Козуэй-Бей (округ Ваньчай), на берегу «убежища от тайфунов» Козуэй-Бей, отделённого волнорезом от бухты Виктории. С юго-востока парк ограничен улицей Козуэй-роуд, с запада — улицей Глостер-роуд, с севера — скоростными шоссе Виктория-Парк-роуд и Айленд-Истерн-коридор, с востока — улицей Хинфат-стрит.
С юга к парку примыкают Гонконгская центральная библиотека и высотный отель Regal Hongkong, с востока — высотный жилой комплекс Парк-Тауэрс, с севера — пожарная часть и офисная башня Citicorp Centre, с запада — торговый центр Windsor House и высотный отель The Park Lane Hong Kong. К северо-западному углу парка Виктории примыкает небольшой сквер — Тунловань-Гарден. Вблизи парка расположены две станции метро линии Айленд — Козуэй-Бей и Тхиньхау. По прилегающим к парку улицам проходят автобусные маршруты, по Козуэй-роуд — линия трамвая. Через оживлённую Козуэй-роуд к парку проложено несколько пешеходных мостов, оборудованных эскалаторами и лифтами.

## Объекты парка

### Объекты под открытым небом
В центральной части парка Виктории расположен комплекс теннисных кортов. Центральный корт, вмещающий свыше 3,6 тыс. зрителей, был открыт в 1981 году. Вокруг него находится 13 стандартных кортов для тренировок и турниров. Рядом расположены два поля с искусственным покрытием для игры в шары. Западнее теннисных кортов находится центральный газон площадью два гектара, окружённый тенистыми аллеями. Вокруг газона пролегает 625-метровый маршрут для пробежек с шестью станциями для различных фитнес-тренингов. Южнее кортов и газона находятся шесть бесплатных футбольных полей. Рядом с ними возвышается сидячая статуя королевы Виктории. В юго-восточном углу парка, между футбольными полями и бассейном, расположены четыре баскетбольные площадки.
Севернее бассейна расположены бесплатные площадки для катания на роликах и бесплатные площадки для игры в гандбол и волейбол с небольшой зрительской трибуной. Севернее теннисных кортов расположены четыре детские игровые площадки с различными горками, качелями и тренажёрами, а также галечные дорожки, предназначенные для массажа ступней. Севернее центрального газона находятся водоём площадью 954 квадратных метра и глубиной пол метра, в котором энтузиасты со всего Гонконга запускают радиоуправляемые модели судов, и открытая эстрада с навесом, рассчитанная на сто зрителей. Имеется площадка с двумя бесплатными столами для настольного тенниса. Большинство спортивных площадок оборудовано туалетами, раздевалками и питьевыми фонтанчиками. В целях безопасности открытые участки парка (главные аллеи, спортивные площадки и детские игровые площадки) круглосуточно патрулируют как местные сотрудники, так и полицейские группы.

### Крытые объекты
Крытый плавательный комплекс, построенный в 2013 году на месте старых открытых бассейнов, расположен в восточной части парка Виктории. Он имеет два бассейна со зрительскими трибунами на 2,5 тыс. мест и электронным таблом (50-метровый главный бассейн международного стандарта и многоцелевой бассейн с глубоким участком для прыжков в воду), а также раздевалки, душевые, туалеты и лифты для людей с ограниченными возможностями. Старый бассейн, открытый вместе с парком Виктория в 1957 году, был первым общественным бассейном в колонии. Общественные туалеты находятся у входов в парк со стороны Хинфат-стрит и Козуэй-роуд.

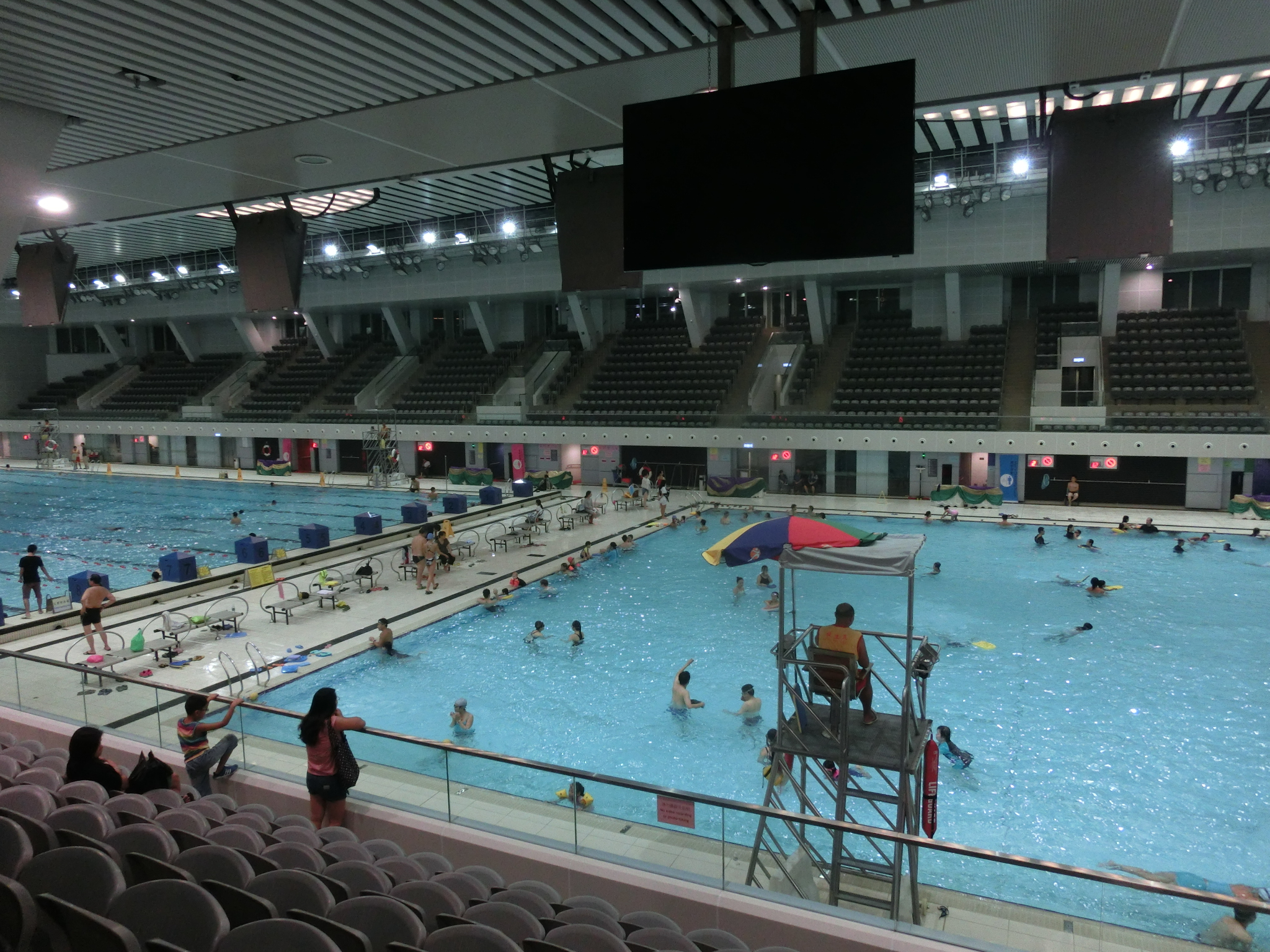
Крытый бассейн
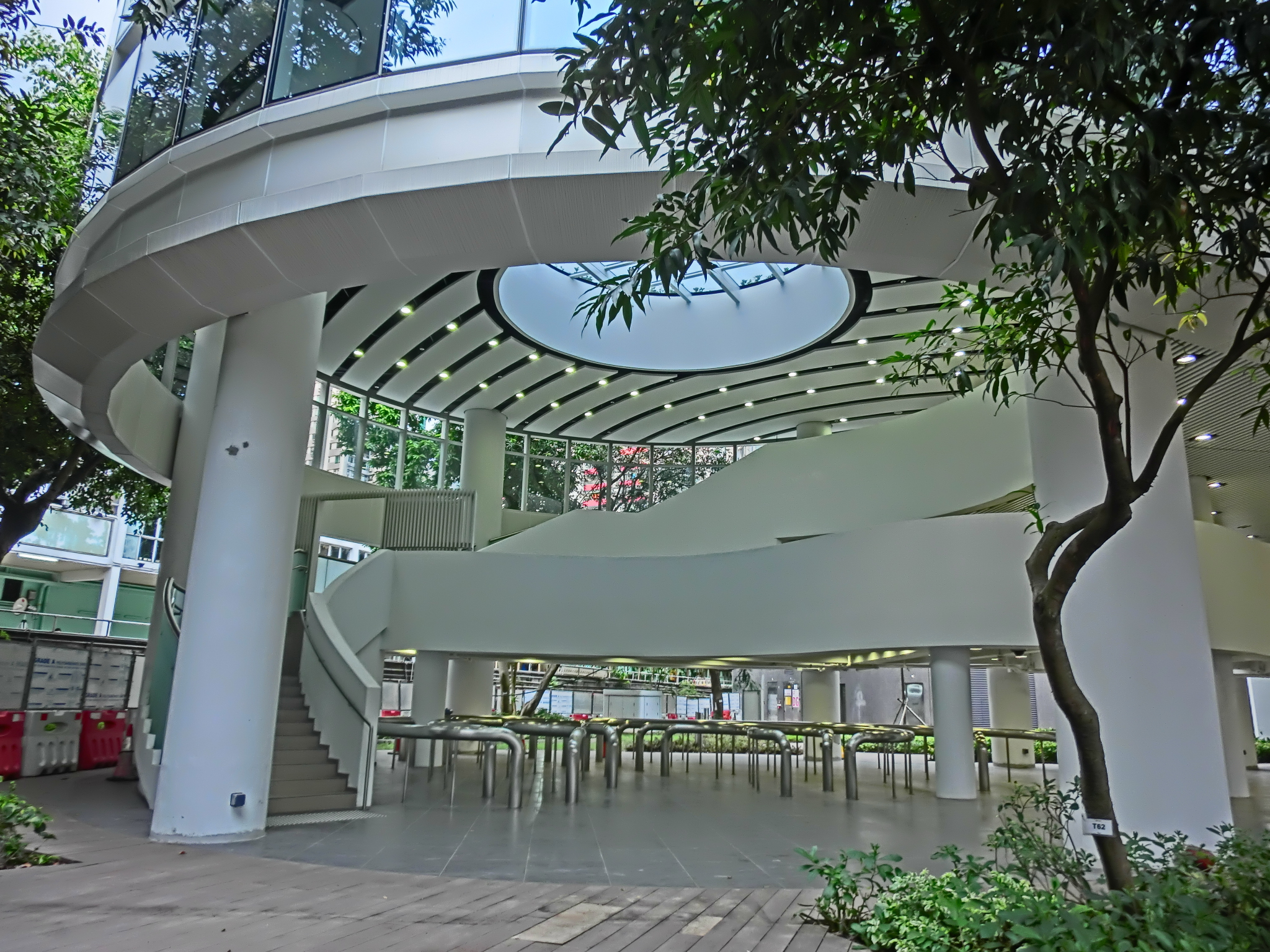
Вход в комплекс
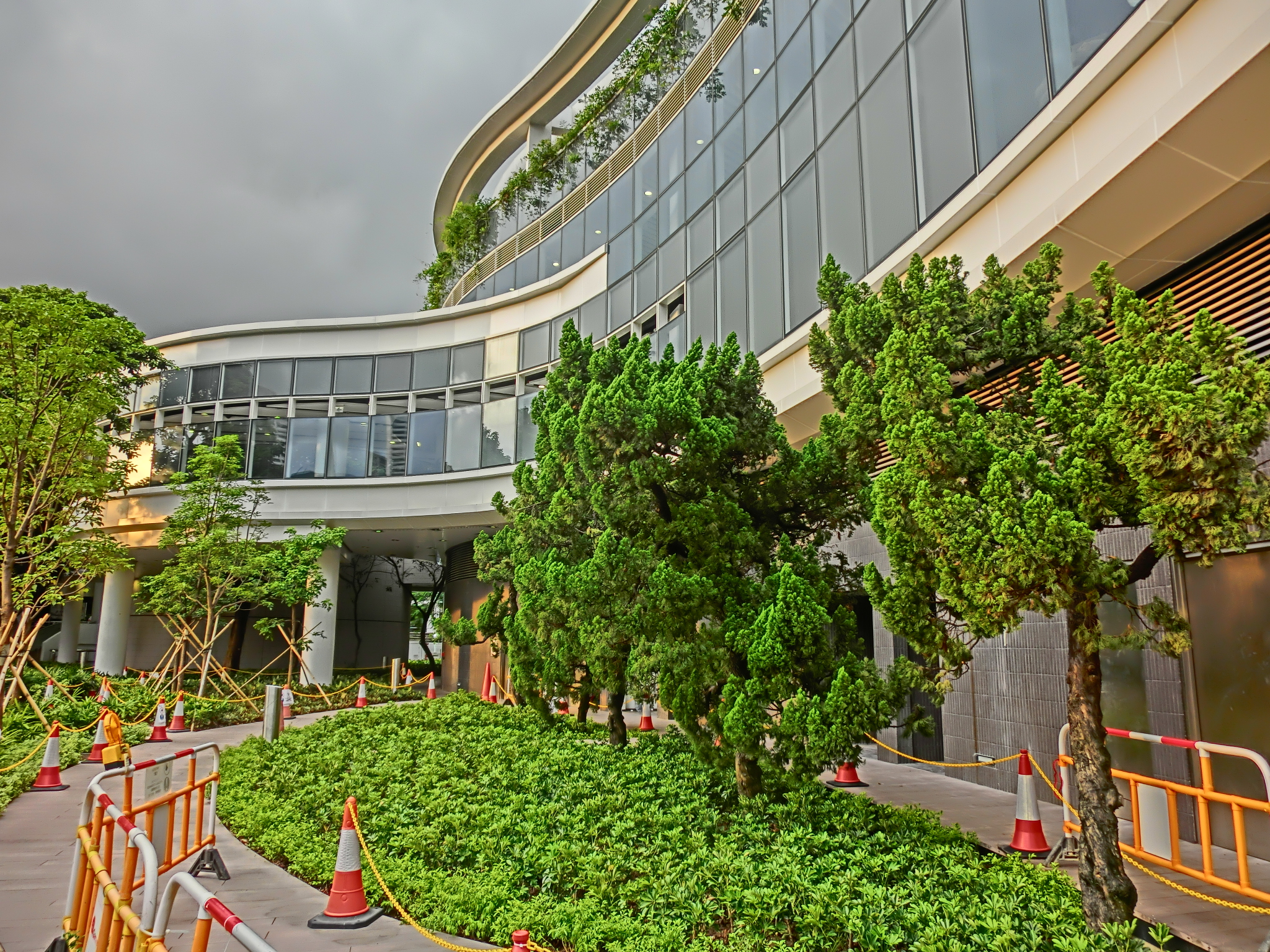
Фасад комплекса
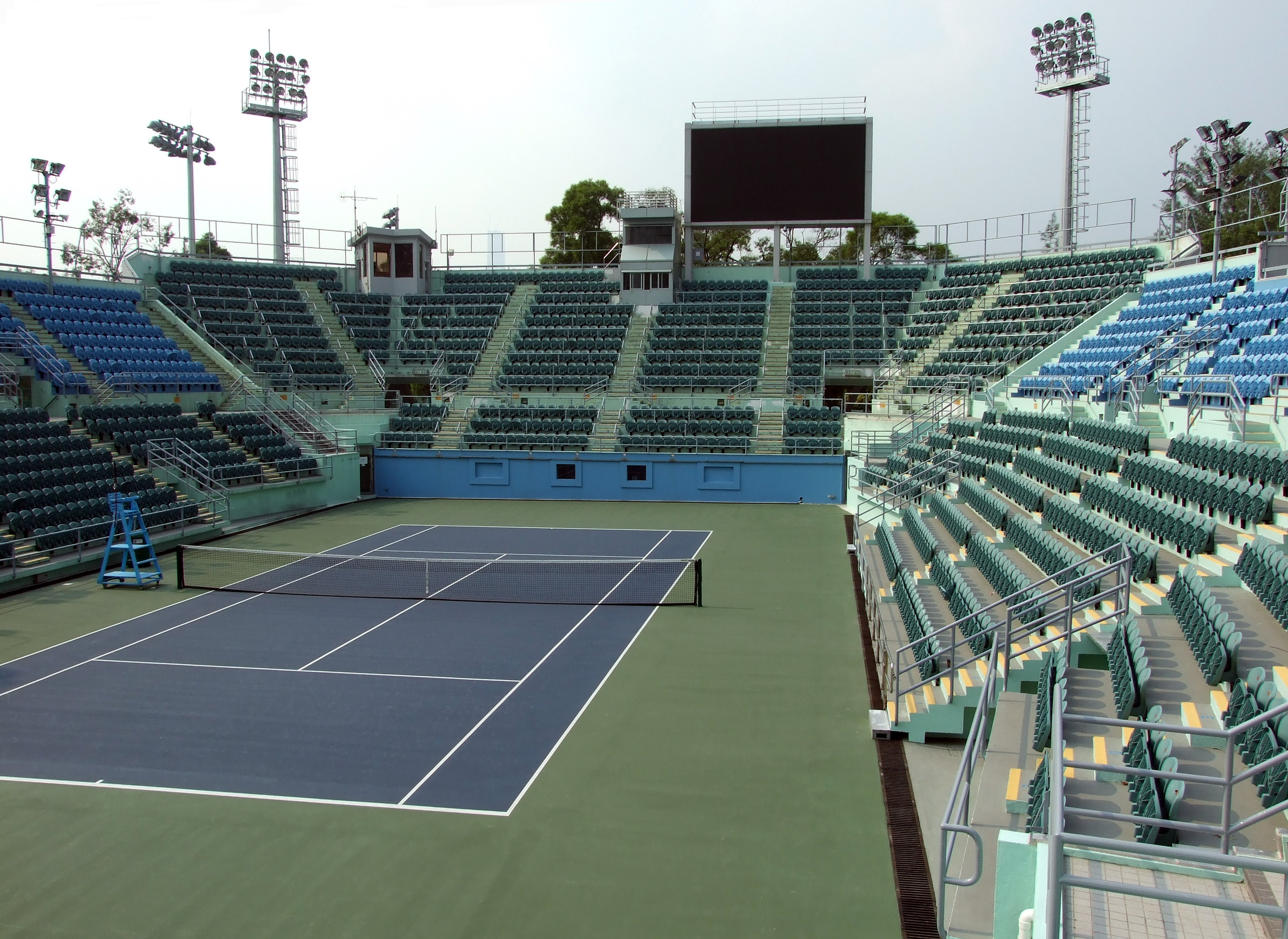
Центральный корт

## Растительность
В парке имеется несколько старых и ценных деревьев, стоящих на учёте, в том числе хлопковые деревья, Erythrina variegata, Mimusops elengi, Ficus virens и Ficus altissima. Кроме того, на территории парка встречаются жакаранда мимозолистная, мелия ацедарах, спатодея колокольчатая, делоникс королевский и казуарина хвощевидная.

## События и мероприятия
Каждое воскресенье и в праздничные дни на площади Южного павильона работает «Уголок искусств» (он приостанавливает свою работу, когда в парке проводятся общегородские массовые мероприятия). В киосках и на маленьких лотках художники продают свои работы — сувениры, ремесленные изделия, картины, рисунки, шаржи и фотографии.
В парке проводятся различные ежегодные мероприятия, например, выставка цветов (Hong Kong Flower Show), выставка гонконгских брендов и продуктов (Hong Kong Brands and Products Expo), новогодняя ярмарка, карнавал фонариков в честь праздника середины осени и Гонконгский марафон. Кроме того, парк служит местом проведения митингов и демонстраций различных политических партий, профсоюзов и общественных движений. С 1990 года в парке ежегодно собираются десятки тысяч людей, вспоминающих трагические события на площади Тяньаньмэнь в 1989 году. В 2014—2015 годах окрестности парка стали ареной студенческой «революции зонтиков».
С 1980 года каждое воскресенье под эгидой Radio Television Hong Kong в парке Виктории проводится «Городской форум» (City Forum, 城市論壇), в ходе которого политики, учёные и общественные деятели обсуждают текущие проблемы, касающиеся города. Форум транслируется по телевизору в формате ток-шоу, а простые горожане задают приглашённым гостям насущные вопросы. Вокруг форума в парке сложились две противоборствующие политические группы участников — молодые продемократические «братья парка Виктории» (維園阿哥) и пожилые пропекинские «дяди парка Виктории» (維園阿伯). Последние широко известны тем, что громко перекрикивают своих оппонентов, не давая им выступать с критикой властей. Благодаря «Городскому форуму» парк Виктории имеет в городе репутацию «гонконгского Гайд-парка».

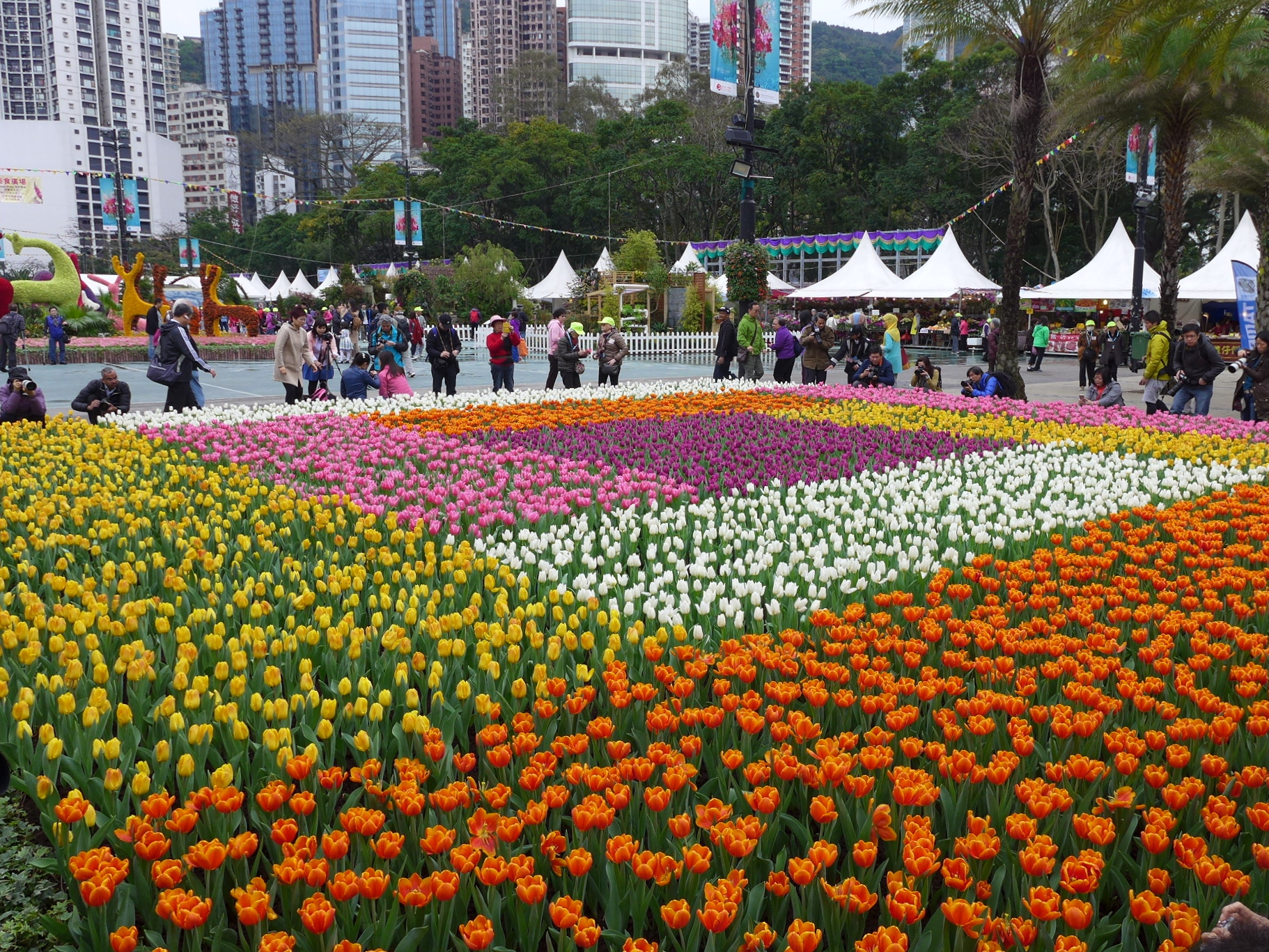
Выставка цветов (2016)
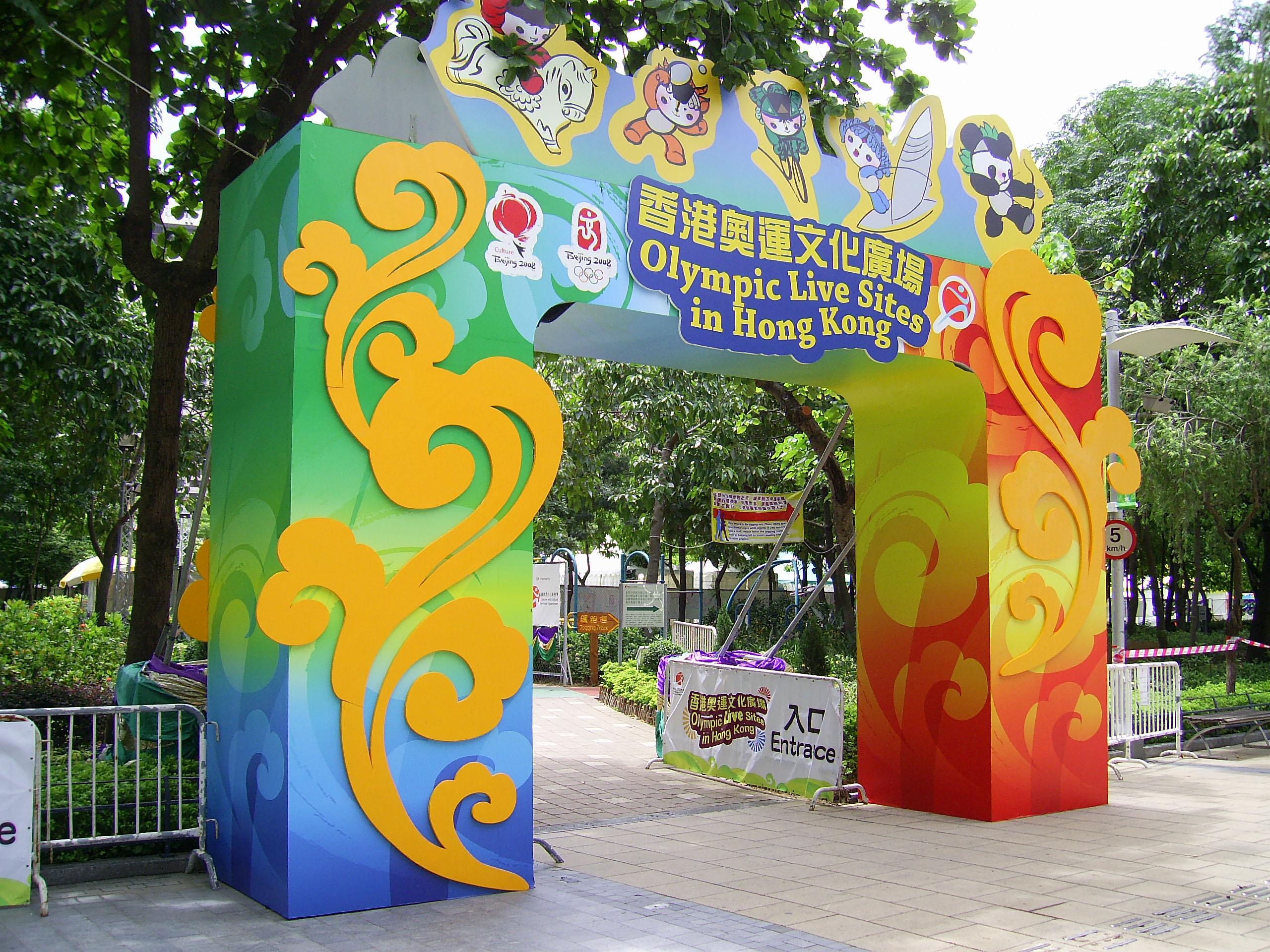
Олимпийский уголок (2008)
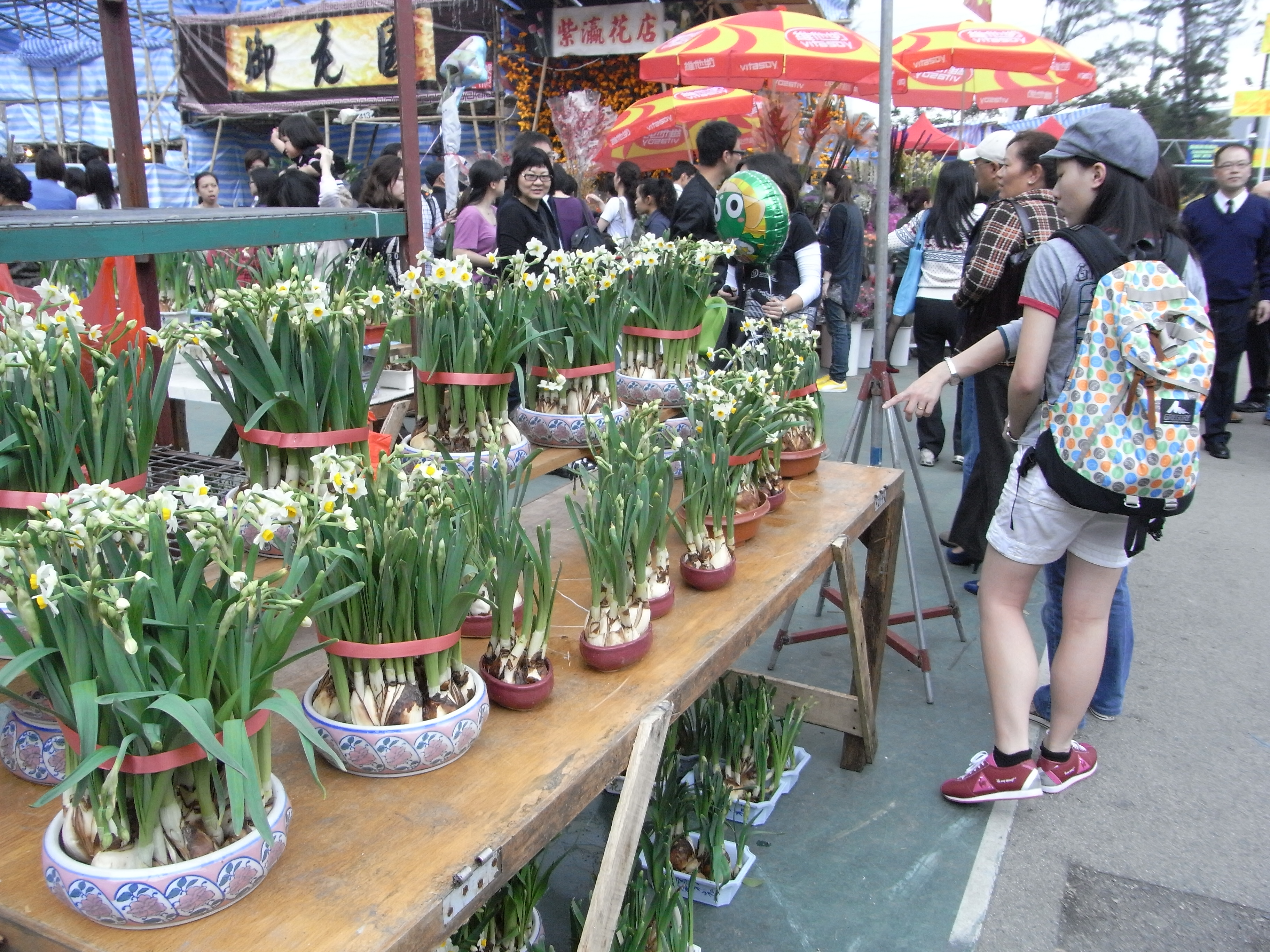
Новогодняя ярмарка (2010)
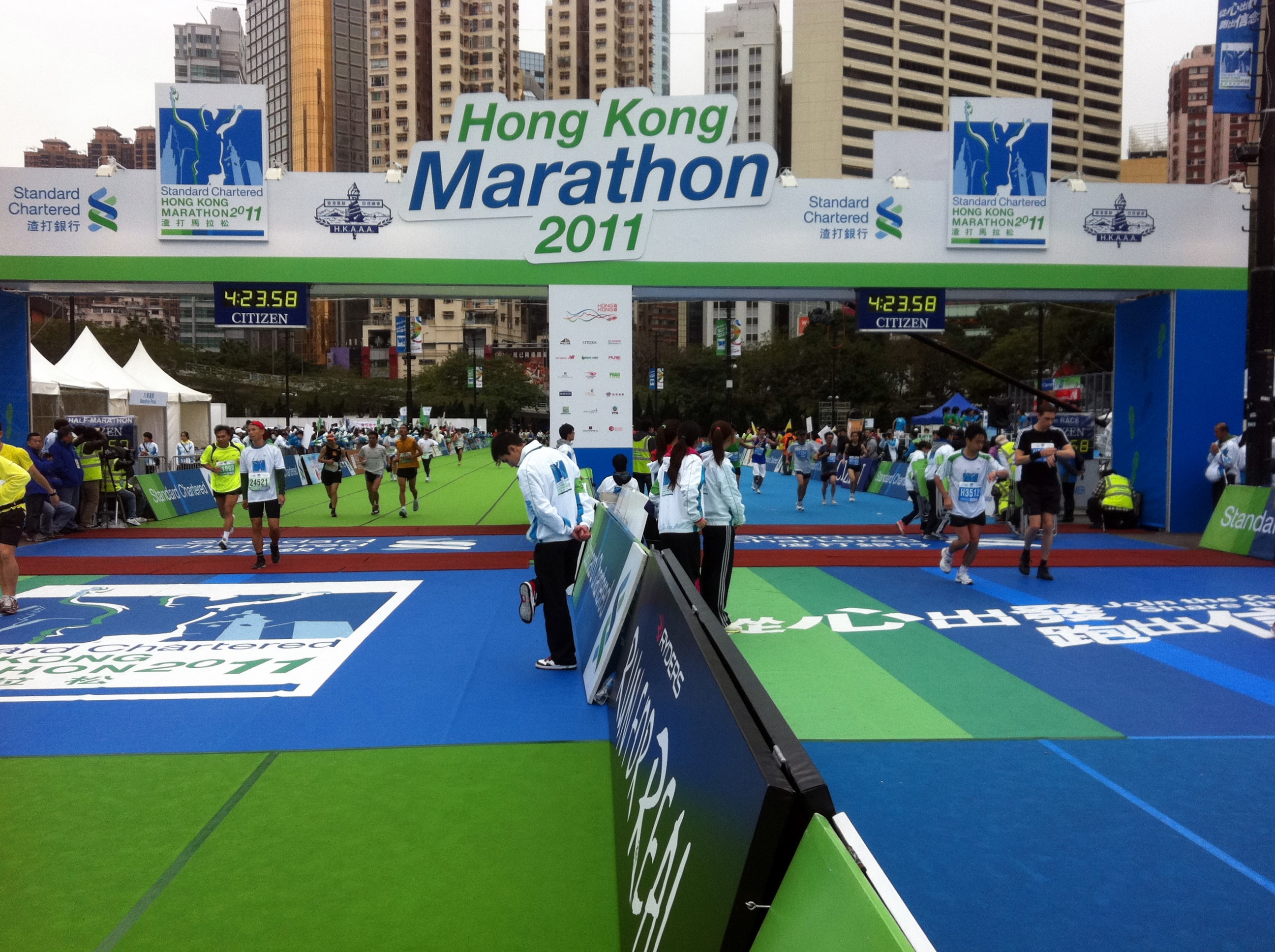
Финиш марафона (2011)

Весной 2004 года в парке Виктории при поддержке популярного актёра Джеки Чана прошла выставка United Buddy Bears, которую посетили около 2 млн человек. Во время летних Олимпийских игр 2008 года в парке Виктории действовала большая фан-зона с экранами, аттракционами и интерактивными играми. Центральный теннисный корт парка Виктории часто используется для проведения международных турниров, таких как Hong Kong Open и Hong Kong Tennis Classic. Кроме того, в парке собираются любители дыхательной гимнастики тайцзи, бега, скейтбординга и роллерблейдинга, в хорошую погоду многие семьи устраивают в парке пикники на открытом воздухе.